# Allan McNish
Allan McNish, född 29 december 1969 i Dumfries i Skottland, är en brittisk racerförare. Han bor i Monte Carlo.

## Racingkarriär
McNish började tävla i karting vid elva års ålder. Han blev snart både skotsk och brittisk mästare i den sporten. 1987 blev det Formel Ford 1600 i Ecurie Ecosse-stallet där han imponerade. McNish valdes tillsammans med Mika Häkkinen till Marlboros förare in Formel Vauxhall-Lotus i Dragon Motorsport. 
McNish vann GM Lotus Euroseries i Storbritannien och flyttade därefter till West Surrey Racing i Brittiska F3-mästerskapet. 1989 fick McNish ersätta JJ Lehto, som gått till formel 1, i säsongens sista Formel 3000-lopp i det Marlborosponsrade stallet Pacific Racing. Han fortsatte sedan i Formel 3000 i DAMS 1990-1991 och i 3001 International 1992. I det första loppet krockade han med Emanuele Naspetti, vilket resulterade i en åskådare omkom när han träffades av McNishs bortslitna motor som hade flugit iväg.
McNish var även testförare för formel 1-stallet McLaren 1990-1992. Senare började han tävla i sportvagnar och 1998 vann han tillsammans med Stéphane Ortelli och Laurent Aiello Le Mans 24-timmars i en Porsche. Han körde senare Audi sportvagnar och blev American Le Mans Series-mästare 2000. McNish tävlade även i en Toyota GT-One och som resultat av detta fick han arbete som testförare i Toyotas formel 1-stall 2000-2001. Därefter blev han stallets andreförare under hela säsongen 2002, men någon fortsättning blev det inte. 
2003 blev han testförare för Renault men återvände till sportvagnar och Audi. 2005 började Allan McNish köra i DTM i en Audi A4.

## F1-karriär
| Säsong | Stall/Tillverkare | Poäng | Placering |
| ------ | ----------------- | ----- | --------- |
| 2002   | Toyota            | 0     | –         |